# Нюрих (приток Конды)
Нюрих — река в России, протекает по Ханты-Мансийскому АО. Устье реки находится в 992 км по правому берегу реки Конда. Длина реки составляет 75 км, площадь водосборного бассейна 912 км².

## Притоки
- 1 км: Картопья
- 46 км: Канан
- 48 км: Вырсь

## Данные водного реестра
По данным государственного водного реестра России относится к Иртышскому бассейновому округу, водохозяйственный участок реки — Конда, речной подбассейн реки — Конда. Речной бассейн реки — Иртыш.
Код объекта в государственном водном реестре — 14010600112115300015668.